# Nikolaï Khmeliov
Nikolaï Pavlovitch Khmeliov (en russe : Николай Павлович Хмелёв), né le 10 août 1901 à Sormovo dans l'Empire russe et mort le 1er novembre 1945 à Moscou (Union soviétique), est un acteur soviétique.

## Filmographie partielle
- 1927 : La Fin de Saint-Pétersbourg (Конец Санкт-Петербурга) de Vsevolod Poudovkine
- 1935 : Le Pré de Béjine (Бежин луг) de Sergueï Eisenstein

## Récompenses et nominations

### Récompenses
- 1937 : Artiste du peuple de l'URSS